# Zhang Fengyi
Zhang Fengyi (cinese tradizionale: 張豐毅; cinese semplificato: 张丰毅; pinyin: Zhāng Fēngyì; Changsha, 1º settembre 1956) è un attore cinese meglio conosciuto per aver interpretato Duan Xiaolou in Addio mia concubina (1993), Jing Ke in The Emperor and the Assassin (1998) e Cáo Cāo in La battaglia dei tre regni (2008-2009)..

## Carriera
Nato nella provincia meridionale dello Hunan, Zhang ha origini ancestrali nella contea di Tanghe, nella provincia centro-settentrionale dello Henan. All'età di un mese si trasferì con il padre a Dongchuan, nello Yunnan. Nel 1971 lasciò la scuola senza aver completato gli studi, per poi unirsi ad una compagnia teatrale di opera cinese di Dongchuan. Nel 1973 si specializzò in ambito canoro.
Nel 1978 Zhang si iscrisse al Dipartimento di Recitazione della Beijing Film Academy, dove ottenne ottimi risultati. Nel 1980, al secondo anno di accademia, venne contattato dalla casa cinematografica Phoenix Studio di Hong Kong per interpretare il ruolo di Xin Dalei nel film Treasure Hunting in Desert (1980), che segnò il suo debutto cinematografico. L'anno successivo raggiunse il successo con il ruolo di Xiangzi in Rickshaw Boy, diretto da Ling Zifeng e adattato da un romanzo di Lao She.

## Filmografia

### Cinema
| Anno | Titolo                                   | Ruolo          | Note |
| ---- | ---------------------------------------- | -------------- | ---- |
| 1980 | Treasure Hunting in Desert 塞外夺宝      | Xin Dalei      |      |
| 1982 | Rickshaw Boy 骆驼祥子                    | Xiangzi        |      |
| 1982 | My Memories of Old Beijing 城南旧事      | Ladro          |      |
| 1983 | Lu 路                                    |                |      |
| 1984 | Dare Devil Drivers 碰海人                | Hailong        |      |
| 1984 | Mysterious Land 神奇的土地               | Wang Zhigang   |      |
| 1985 | Yexing Huoche 夜行货车                   |                |      |
| 1986 | Gezi Mi De Qiyu 鸽子迷的奇遇             | Du An          |      |
| 1986 | E Nan 恶男                               |                |      |
| 1987 | Jingdu Qiuxia 京都球侠                   |                |      |
| 1988 | Huanghuo 荒火                            |                |      |
| 1988 | Xuehun 血魂                              |                |      |
| 1989 | Shangjie 商界                            |                |      |
| 1990 | Fengyu Guitu 风雨归途                    |                |      |
| 1990 | Heading South 南行记                     | Dahan          |      |
| 1990 | Dragon Year Cops 龙年警官                | Fu Dong        |      |
| 1991 | Qingchun Wuhui 青春无悔                  |                |      |
| 1991 | Mantu Meng 曼荼萝                        |                |      |
| 1993 | Addio mia concubina 霸王別姬             | Duan Xiaolou   |      |
| 1993 | Temptation of a Monk 诱僧                |                |      |
| 1993 | The Assassin 杀人者唐斩                  |                |      |
| 1993 | The Blue Kite 蓝风筝                     |                |      |
| 1993 | Private Guard 私人保镖                   |                |      |
| 1994 | The Great Conqueror's Concubine 西楚霸王 | Liu Bang       |      |
| 1994 | Xin Baochou 新报仇                       |                |      |
| 1995 | Zhenhanxing Chouwen 震撼性丑闻           |                |      |
| 1995 | Feihu Dui 飞虎队                         |                |      |
| 1995 | Genwo Zou Yihui 跟我走一回               |                |      |
| 1996 | Pili Fenghuang 霹雳凤凰                  |                |      |
| 1996 | Riguang Xiagu 日光峡谷                   |                |      |
| 1997 | The Emperor and the Assassin 荆轲刺秦王  | Jing Ke        |      |
| 1997 | Lie Xiong 猎凶                           |                |      |
| 1997 | Dang'an X Sharenfan 档案X杀人犯          |                |      |
| 2002 | Jingtao Hailang 惊涛骇浪                 |                |      |
| 2006 | Perfect Summer 完美夏天                  |                |      |
| 2008 | La battaglia dei tre regni 赤壁          | Cáo Cāo        |      |
| 2009 | Gaoyuan Ren 高原人                       |                |      |
| 2010 | Sacrifice 赵氏孤儿                       | Gongsun Chujiu |      |
| 2012 | In-Laws New Year                         |                |      |
| 2012 | White Deer Plain                         |                |      |

### Televisione
| Anno | Titolo                          | Ruolo               | Note |
| ---- | ------------------------------- | ------------------- | ---- |
| 1982 | Yangzhou Baguai 扬州八怪        | Imperatore Qianlong |      |
| 1986 | Zhu De 朱德                     | Cai E               |      |
| 1991 | Huaiyin Hou Han Xin 淮阴侯韩信  | Han Xin             |      |
| 1993 | Zhong An Zu 重案组              |                     |      |
| 1996 | Gu Wu Chunqiu 古吴春秋          | Re di Wu            |      |
| 1996 | Peaceful of Years 和平年代      | Qin Zixiong         |      |
| 1998 | Fengyu Yishi Qing 风雨一世情    | Xu Wei              |      |
| 1998 | Long Tang 龙堂                  | Du Zhong            |      |
| 1999 | Shengsi Liangzhouban 生死两周半 |                     |      |
| 2000 | Jiayuan 家园                    | Han Haichao         |      |
| 2000 | Jianbing 兼并                   | Fu Chun             |      |
| 2001 | Dazhaimen 大宅门                | Ji Zongbu           |      |
| 2001 | Qin Shi Huang 秦始皇            | Qin Shi Huang       |      |
| 2002 | Shenian Jingguan 蛇年警官       | Fu Dong             |      |
| 2002 | Wanmei Xiatian 完美夏天         |                     |      |
| 2002 | Sky Lover 天空下的缘分          | Wu Hong             |      |
| 2002 | Tianjian Qunxia 天剑群侠        | Qin Shi Huang       |      |
| 2003 | Longnian Dang'an 龙年档案       | Luo Cheng           |      |
| 2003 | Mengduan Tianguo 梦断天国       | Tang Nianzu         |      |
| 2004 | Lishi De Tiankong 历史的天空    | Jiang Bida          |      |
| 2005 | Da Qing Fengyun 大清风云        | Dorgon              |      |
| 2005 | Xi Shengdi 西圣地               | Yang Dashui         |      |
| 2006 | Han Matou 旱码头                | Yang Ruiqing        |      |
| 2006 | Zhongnian Jihua 中年计划        | Jian Heping         |      |
| 2007 | Shangmen Nüxu 上门女婿          | Ma Sibei            |      |
| 2008 | Jin Qu 禁区                     |                     |      |
| 2009 | Sun Zi Dazhuan 孙子大传         | Sun Wu              |      |
| 2009 | Banlu Xiongdi 半路兄弟          | Cheng Rui           |      |

## Doppiatori italiani
- Gianni Bersanetti in Addio mia concubina
- Antonio Sanna in La battaglia dei tre regni